# Личадеєвська сільська рада
Личадеєвська сільська рада (рос. Личадеевский сельсовет) - сільське поселення в Ардатовському районі Нижньогородської області Російської Федерації.
Адміністративний центр - село Личадеєво.

## Історія
Статус і кордони сільського поселення встановлені Законом Нижньогородської області від 15 червня 2004 року № 60-З «Про наділення муніципальних утворень - міст, робітничих селищ і сільрад Нижньогородської області статусом міського, сільського поселення».

## Населення
| 2002  | 2010  | 2012  | 2013  | 2014  | 2015  | 2016  |
| ----- | ----- | ----- | ----- | ----- | ----- | ----- |
| 2198  | ↘1681 | ↘1619 | ↘1591 | ↘1534 | ↘1465 | ↘1458 |
| 2017  |       |       |       |       |       |       |
| ↘1451 |       |       |       |       |       |       |

## Склад міського поселення
| № | Населений пункт | Тип населеного пункту        | Населення |
| - | --------------- | ---------------------------- | --------- |
| 1 | Виползово       | село                         | ↘53       |
| 2 | Голяткіно       | село                         | ↘381      |
| 3 | Докукіно        | присілок                     | ↘166      |
| 4 | Красна Річка    | селище                       | →2        |
| 5 | Левашово        | село                         | ↘16       |
| 6 | Липовка         | село                         | ↘328      |
| 7 | Личадеєво       | село, адміністративний центр | ↘648      |
| 8 | Мечасово        | село                         | ↘21       |
| 9 | Нова Лазаревка  | присілок                     | ↘66       |